# Shannon Nobis
Shannon Nobis, coniugata Scherer (Park City, 10 marzo 1972), è un'ex sciatrice alpina statunitense.

## Biografia
Specialista delle prove veloci e sorella di Jeremy, a sua volta sciatore alpino, la Nobis ottenne il primo piazzamento di rilievo in carriera in occasione del supergigante di Coppa del Mondo disputato il 15 gennaio 1994 a Cortina d'Ampezzo, nel quale si classificò 21ª; ai successivi XVII Giochi olimpici invernali di Lillehammer 1994, sua unica presenza olimpica, si piazzò 10ª nella medesima specialità e sempre in supergigante conquistò l'unico podio in Coppa del Mondo, il 14 gennaio 1995 a Garmisch-Partenkirchen (3ª).
Ai Mondiali di Sierra Nevada 1996, sua prima presenza iridata, fu 15ª nel supergigante e non completò lo slalom gigante; l'anno dopo ai Mondiali di Sestriere 1997, sua ultima presenza iridata, si classificò 26ª nel supergigante. Prese per l'ultima volta il via in Coppa del Mondo il 7 marzo 1997 a Mammoth Mountain in supergigante (32ª) e si ritirò al termine di quella stessa stagione 1996-1997; la sua ultima gara fu il supergigante dei Campionati statunitensi 1997, disputato il 21 marzo a Sugarloaf e chiuso dalla Nobis all'8º posto.

## Palmarès

### Coppa del Mondo
- Miglior piazzamento in classifica generale: 45ª nel 1995
- 1 podio:
  - 1 terzo posto

### Nor-Am Cup
- Vincitrice della classifica di supergigante nel 1994[senza fonte]
- Vincitrice della classifica di slalom gigante nel 1993[2]

### Campionati statunitensi
- 3 medaglie (dati parziali fino alla stagione 1994-1995):
  - 2 ori (supergigante[3], combinata[4] nel 1994)
  - 1 bronzo (supergigante nel 1996)